# Sydney United Sports Centre
Sydney United Sports Centre, isto poznat kao Sydney Croatia Sports Centre i King Tomislav Park je stadion u Sydneyu.
Osim toga je igralište hrvatskog nogometnog kluba Sydney United 58 FC (FC Croatia Sydney) u Australiji.

## Podatci
Stadion je 112 m dug i 78 m širok. Ima kapacitet oko 12 000 gledatelja i otvoren je 1979. godine. Renoviran je 1998. godine.
Dio tribina nosi ime “Boka Stand”, po rodnoj Boki kotorskoj braće Franovića, glavnog donatora za izgradnju tog dijela tribina. Franovićevi su radnici, Marko, njegova braća i obitelji radili danonoćno kako bi ove tribine otvorio baš hrvatski predsjednik dr. Franjo Tuđman, čiji je posjet Australiji bio najavljen.

## Vanjske poveznice
- Službena stranica (engl.)
- Stadiona na stranici WFO-a  Arhivirana inačica izvorne stranice od 4. ožujka 2016. (Wayback Machine) (engl.)
- Facebook stranica kluba (engl.)